# Franziska van Almsick
Franziska van Almsick (n. 5 aprilie 1978, Berlinul de Est, RDG) este o înotătoare germană, medaliată olimpică. A participat la 4 ediții ale Jocurilor Olimpice (1992, 1996, 2000, 2004) în care a câștigat 4 medalii de argint și 6 medalii de bronz.